# Disintegration
Disintegration – ósmy studyjny album zespołu The Cure, wydany w 1989. Dotarł do 12. miejsca listy Billboard 200.

## Historia
The Cure stali się mrocznym i tajemniczym zespołem we wczesnych latach 80. dzięki albumom takim jak Faith i Pornography. Zerwali z tym wizerunkiem dzięki lekkim popowym singlom takim jak „Let's Go to Bed” czy „The Lovecats” i towarzyszącym im teledyskom Tima Pope'a. Kolejne albumy, The Top, The Head on the Door i Kiss Me, Kiss Me, Kiss Me, kontynuowały eksperymenty popowe, aczkolwiek wszystkie trzy pokazywały elementy mroczniejszej strony Smitha, zarówno muzycznie, jak i lirycznie. Disintegration reprezentuje powrót do mrocznych stylów, ale ukazuje też ciągłe poszukiwania nowych pomysłów i brzmień.
Disintegration był pierwszym albumem The Cure nagranym z przeznaczeniem na CD, czego powodem był brak miejsca dla utworów „Last Dance” i „Homesick” na wydaniu winylowym. Wersja kompaktowa trwa ponad 71 minut, dużo więcej niż standardowy album rockowy. Połowa z dwunastu utworów trwa ponad 6 minut.
Album zadebiutował na 3. miejscu w Wielkiej Brytanii, a także powoli wspinał się na 12. miejsce podczas 55-tygodniowego pobytu na liście Billboardu w Stanach Zjednoczonych. 28 czerwca 1989 otrzymał złotą, a 20 października 1989 platynową płytę w USA. 1 lipca 2004 został albumem podwójnie platynowym.
W 1998 w odcinku South Parku pt. Mecha-Streisand, w którym gościnnie wystąpił Robert Smith, Kyle nazwał płytę Disintegration „najlepszym albumem wszech czasów”.
Album jest uważany za drugą część „trylogii” Roberta Smitha, składającej się ponadto z Pornography oraz Bloodflowers. W 2002 The Cure zagrali wszystkie trzy albumy w całości dla publiczności w Berlinie. Koncert ten został wydany na DVD jako Trilogy w 2003.
W 2003 album został sklasyfikowany na 326. miejscu listy 500 albumów wszech czasów magazynu Rolling Stone.
W dniu 6 sierpnia 2010 wydano złożoną z trzech płyt wersję Deluxe.

## Lista utworów
Twórcy wszystkich utworów: Gallup, O’Donnell, Smith, Thompson, Tolhurst i Williams
1. „Plainsong” – 5:12
2. „Pictures of You” – 7:24
3. „Closedown” – 4:16
4. „Lovesong” – 3:29
5. „Last Dance” – 4:42
6. „Lullaby” – 4:08
7. „Fascination Street” – 5:16
8. „Prayers for Rain” – 6:05
9. „The Same Deep Water as You” – 9:19
10. „Disintegration” – 8:18
11. „Homesick” – 7:06
12. „Untitled” – 6:30

(Utwory „Last Dance” i „Homesick” znalazły się tylko na wydaniach CD i MC)
| Edycja rozszerzona, Rarities 1988–1989, CD 2 |
| --- |
| 1. "Prayers for Rain" – Robert Smith home demo (Instrumental) – 4/88 2. "Pictures of You" – Robert Smith home demo (Instrumental) – 4/88 3. "Fascination Street" – Robert Smith home demo (Instrumental) – 4/88 4. "Homesick" – Band rehearsal (Instrumental) – 6/88 5. "Fear of Ghosts" – Band rehearsal (Instrumental) – 6/88 6. "Noheart" – Band rehearsal (Instrumental) – 6/88 7. "Esten" – Band demo (Instrumental) – 9/88 8. "Closedown" – Band demo (Instrumental) – 9/88 9. "Lovesong" – Band demo (Instrumental) – 9/88 10. "2Late" (alternate version) – Band demo (Instrumental) – 9/88 11. "The Same Deep Water as You" – Band demo (Instrumental) – 9/88 12. "Disintegration" – Band demo (Instrumental) – 9/88 13. "Untitled" (alternate version) – Studio rough (Instrumental) – 11/88 14. "Babble" (alternate version) – Studio rough (Instrumental) – 11/88 15. "Plainsong" – Studio rough (Guide vocal) – 11/88 16. "Last Dance" – Studio rough (Guide vocal) – 11/88 17. "Lullaby" – Studio rough (Guide vocal) – 11/88 18. "Out of Mind" – Studio rough (Guide vocal) – 11/88 19. "Delirious Night" – Rough mix (vocal) – 12/88 20. "Pirate Ships" (Robert Smith solo) – Rough mix (vocal) – 12/89 |

| Edcyja rozszerzona, Entreat Plus: Live at Wembley 1989, CD3 |
| --- |
| 1. "Plainsong" 2. "Pictures of You" 3. "Closedown" 4. "Lovesong" 5. "Last Dance" 6. "Lullaby" 7. "Fascination Street" 8. "Prayers for Rain" 9. "The Same Deep Water as You" 10. "Disintegration" 11. "Homesick" 12. "Untitled" |

| Edycja rozszerzona, wydanie cyfrowe, Alternative Rarities: 1988-1989 |
| --- |
| 1. "Closedown" (RS Home Instrumental Demo 5/88) – 1:24 2. "Last Dance" (RS Home Instrumental Demo 5/88) – 3:11 3. "Lullaby" (RS Home Instrumental Demo 5/88) – 2:10 4. "Tuned Out on RTV5" (Instrumental Rehearsal 6/88) – 2:20 5. "Fuknnotfunk" (Instrumental Rehearsal 6/88) – 2:08 6. "Babble" (Instrumental Rehearsal 6/88) – 2:08 7. "Plainsong" (Instrumental Demo 9/88) – 2:24 8. "Pictures of You" (Instrumental Demo 9/88) – 3:11 9. "Fear of Ghosts" (Instrumental Demo 9/88) – 4:04 10. "Fascination Street" (Instrumental Demo 9/88) – 3:45 11. "Homesick" (Instrumental Demo 9/88) – 4:37 12. "Delirious Night" (Instrumental Demo 9/88) – 3:26 13. "Out of Mind" (Studio Instrumental Jam 10/88) – 2:40 14. "2 Late" (Studio 'WIP' Mix 11/88) – 2:30 15. "Lovesong" (Studio 'WIP' Mix 11/88) – 3:19 16. "Prayers for Rain" (Studio 'WIP' Mix 11/88) – 17. "The Same Deep Water as You" (Live Dallas Starplex 9/15/89) – 10:28 18. "Disintegration" (Live Dallas Starplex 9/15/89) – 7:08 19. "Untitled" (Live Dallas Starplex 9/15/89) – 7:07 20. "Faith" (Live Rome Palaeur 6/4/89—Crowd Bootleg) – 14:06 |

## Twórcy
Autorem wszystkich tekstów jest Robert Smith.
Album nagrywano w Outside Studios w Berkshire. Miksowano w Rak Studio Three w Londynie.

### Instrumenty
The Cure:
- Robert Smith – śpiew, gitara, instrumenty klawiszowe, sześciostrunowa gitara basowa
- Simon Gallup – gitara basowa, instrumenty klawiszowe
- Boris Williams – perkusja
- Porl Thompson – gitary
- Roger O’Donnell – instrumenty klawiszowe
- Laurence "Lol" Tolhurst – "inne instrumenty"

### Produkcja i miksowanie
- produkcja – Robert Smith, David M. Allen
- inżynieria – David M. Allen, Robert Smith
- inżynier pomocniczy w Outside Studios – Richard Sullivan
- inżynier pomocniczy w Rak Studio Three – Roy Spong

## Pozycje na listach
| Rok  | Singel               | Lista                              | Pozycja |
| ---- | -------------------- | ---------------------------------- | ------- |
| 1989 | "Fascination Street" | Billboard Hot 100                  | 46      |
| 1989 | "Fascination Street" | Mainstream Rock Tracks             | 24      |
| 1989 | "Fascination Street" | Modern Rock Tracks                 | 1       |
| 1989 | "Fascination Street" | Hot Dance Music/Club Play          | 7       |
| 1989 | "Fascination Street" | Hot Dance Music/Maxi-Singles Sales | 13      |
| 1989 | "Lovesong"           | Billboard Hot 100                  | 2       |
| 1989 | "Lovesong"           | Modern Rock Tracks                 | 2       |
| 1989 | "Lovesong"           | Hot Dance Music/Club Play          | 8       |
| 1989 | "Lullaby"            | Billboard Hot 100                  | 74      |
| 1989 | "Lullaby"            | Modern Rock Tracks                 | 23      |
| 1989 | "Lullaby"            | Hot Dance Music/Club Play          | 31      |
| 1990 | "Pictures of You"    | Billboard Hot 100                  | 71      |
| 1990 | "Pictures of You"    | Modern Rock Tracks                 | 19      |
| 1990 | "Pictures of You"    | Hot Dance Music/Club Play          | 33      |

## Certyfikacje
| Kraj              | Certyfikacja | Sprzedaż  |
| ----------------- | ------------ | --------- |
| Stany Zjednoczone | 2x Platyna   | 2,300,000 |
| Wielka Brytania   | Złota        | 200,000   |